# Trevor Brooking
Sir Trevor David Brooking (Barking, 2 ottobre 1948) è un giornalista, dirigente sportivo ed ex calciatore inglese, di ruolo centrocampista.

## Biografia

Brooking (in piedi, primo da destra) con l'Inghilterra a Euro 1980

Ha giocato principalmente nel West Ham United, come centrocampista offensivo ed attaccante centrale tra il 1967 e il 1984, totalizzando 636 presenze e segnando 102 volte, indossando la maglia n. 10.
Ha vinto per due volte la FA Cup, nel 1975 e nel 1980; nell'ultima segnò un solo gol di testa nella vittoria per 1-0 con l'Arsenal.
In nazionale ha collezionato 47 presenze e 5 gol. Ha giocato due volte nei massimi tornei: negli Europei del 1980 (in Italia) giocò la partita iniziale contro il Belgio (1-1), ma non nella seconda gara contro l'Italia (persa 1-0), fu reinserito nella partita contro la Spagna segnando il primo gol (partita vinta 2-1). Nella Coppa del mondo del 1982 entrò a partita iniziata contro la Spagna (0-0).

## Palmarès

### Club

#### Competizioni nazionali
- Coppa d'Inghilterra: 2

West Ham: 1974-1975, 1979-1980
- Second Division: 1

West Ham: 1980-1981